# Großbadegast
Großbadegast là một đô thị thuộc huyện Anhalt-Bitterfeld, bang Saxony-Anhalt, Đức. Đô thị này có diện tích 11,19 km2, dân số thời điểm 31 tháng 12 năm 1009 là 683 người. Từ ngày 1 tháng 1 năm 2010, đô thị này thuộc thị xã Südliches Anhalt.